# Горн, Максимилиан ван
Максимилиан ван Хорн (нидерл. Maximiliaan van Horne; ок. 1475 — 3 февраля 1543), виконт (бургграф) Фюрна и Берг-Сент-Винока — придворный и государственный деятель Габсбургских Нидерландов.

## Биография
Сын Арнольда II ван Хорна, виконта Фюрна и Берг-Сент-Винока, и Маргериты де Монморанси, дамы ван Памел.
Владетель Брен-ле-Шато, Гелдорпа, Хонсхота и Хауткерке. 1 марта 1505 получил от тестя сеньории Гасбек, Хес и Ленде.
В 1499 году купил у Шарля де Лесси особняк в Брюсселе на улице Кармелитов. Это здание, известное как дом Гасбека, позднее перешло во владение графов ван Кулемборг. В 1568 году оно было снесено по приказу герцога Альбы, установившего на его месте колонну в напоминание о подавлении заговора знати. Колонна, в свою очередь, была разрушена по распоряжению Генеральных штатов в 1576 году.
В 1501 году сопровождал в поездке в Испанию герцога Филиппа Красивого и Хуану Кастильскую, при дворе которых состоял в должности великого виночерпия. Еще в правление Филиппа начал исполнять дипломатические миссии.
В 1511 году был направлен Маргаритой Австрийской для умиротворения Утрехта.
В ноябре 1516 на капитуле в Брюсселе был принят в рыцари ордена Золотого руна.
12 ноября 1516 стал лейтенантом феодального суда Брабанта. Был камергером Карла V.
В 1539 году был призван на помощь императору для подавления Гентского восстания. 22 сентября того же года был назначен Марией Венгерской на должности капитана и губернатора Герардсбергена.
Был членом комиссии, контролировавшей назначение бургомистров во Фландрии, но в период 1520—1541 годов редко появлялся на заседаниях, предпочитая проводить большую часть времени при дворе в Брюсселе.
Был адресатом короткого письма Эразма Роттердамского (Ep. 1208), направленного сеньору Гасбека и его жене из Андерлехта в мае 1521.

## Семья
Жена (контракт 15.05.1504, Мехелен): Барбара ван Монтфорт (ум. до 1.03.1527), дочь Яна III ван Монтфорта, бургграфа Монтфорта, и Вильгельмины ван Налдвейк
Дети:
- Хендрик ван Хорн (ум. 4.1540), шателен или виконт Берг-Сент-Винока, лейтенант феодального суда Брабанта (1536). Жена (1526): Мари де Бушу (ум. 23.07.1563), дама де Буле, Беверверде, Одик, Схендельберке, бер Фландрии, дочь Даниеля де Бушу, сеньора де Буле, бера Фландрии, шателена Брюсселя, и Марии де Люкскембург, вдова Юга де Ланнуа, сеньора де Ваэньи, Троншьенна и Ральмона. Брак бездетный
- Мартен ван Хорн (ум. 21.09.1570), граф ван Хорн, бургграф Фюрна и Берг-Сент-Винока, барон ван Памел и Гасбек и др. Жена (контракт 17.04.1539): Анна де Крой (ок. 1524—1573), виконтесса Фюрна, дочь Антуана де Кроя, сеньора де Сампи, и Анны ван дер Грахт, графини Фюрна
- Филип ван Хорн (ум. юным), сеньор ван Гелдорп, прево Святого Иоанна в Утрехте
- Анна ван Хорн, госпожа Памела, Бермерена и Дилбека. Муж (25.02.1538): Жак III де Крой, сеньор де Сампи
- Маргарета
- Франс
- Якоб